# Biala

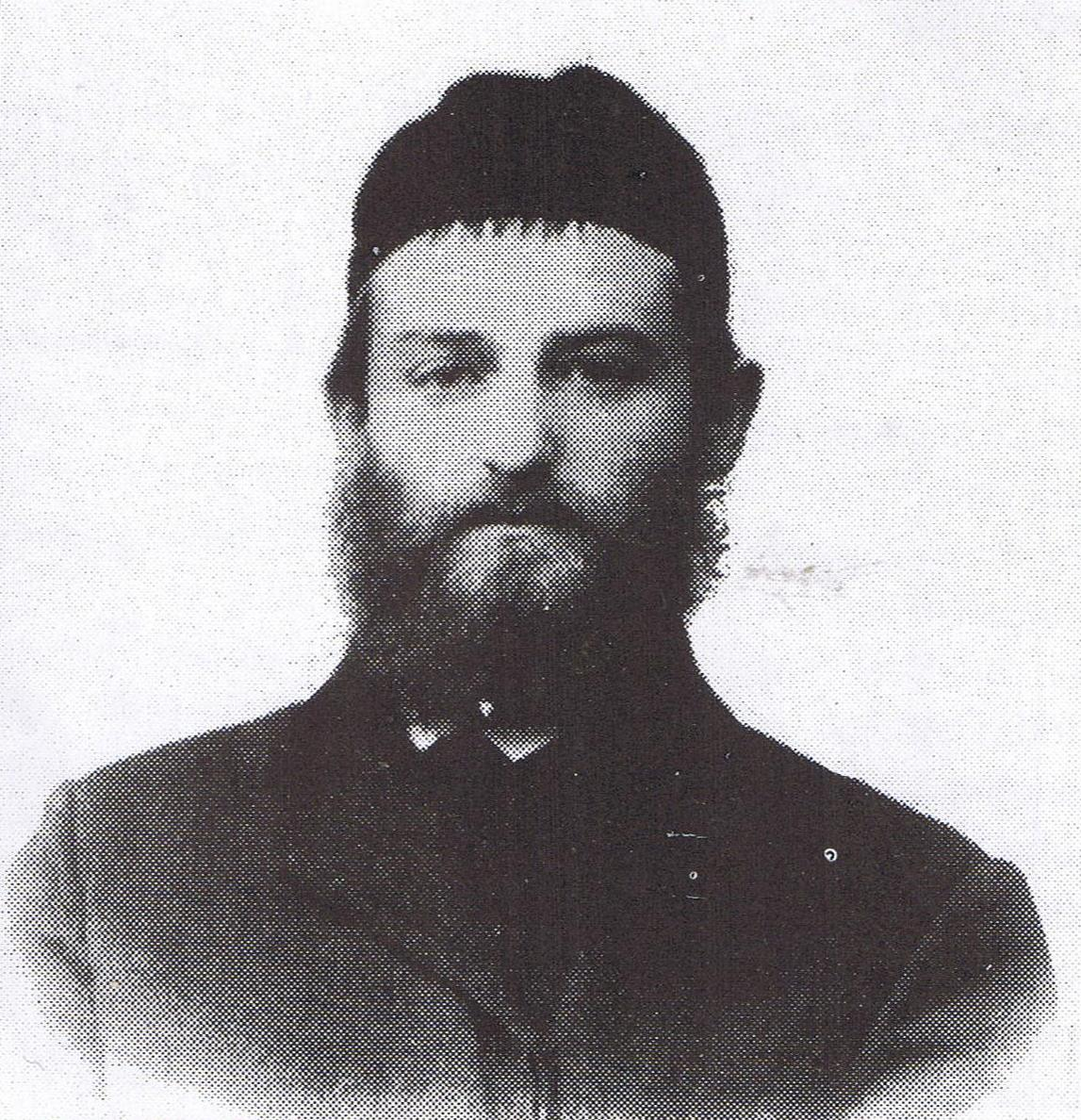
Rubin Rabinowicz

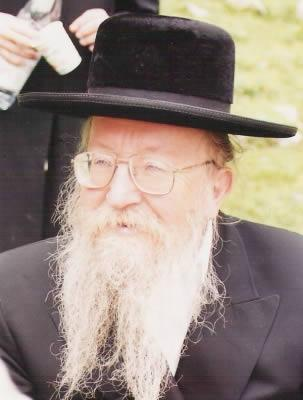
Simchah Ben Zion Izaak Rabinowicz

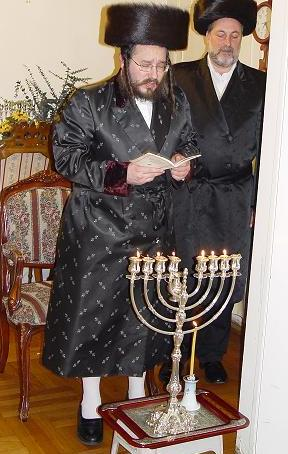
Aaron Szlomo Chaim Eleazar Rabinowicz

Biala (Byala, Biale, jid. ביאלע) to chasydzka dynastia pochodząca z Polski. Wywodzi się od rabina Jakuba Izaaka Rabinowicza, znanego jako Yid Hakodosh (Święty Żyd) z Przysuchy. Biala jest odgałęzieniem dynastii Prsziszke (jid: Przysucha). Nazwa dynastii pochodzi od miasta Biała Rawska, (hebr. Biala Katan) które stało się głównym ośrodkiem chasydów z rodu Rabinowiczów. Inną, rzadziej używaną, nazwą tej dynastii jest Szidlowca (jid. Shidlovtza) – pochodzi ona od Szydłowca, trzeciego obok Przysuchy i Białej Rawskiej ośrodka tej dynastii w Polsce.

## Drzewo genealogiczne
- Jakub Izaak Rabinowicz Święty Żyd (1766-1813)
  - Jerachmiel Cwi Rabinowicz I (zm. 1831)
    - Natan Dawid Rabinowicz I (zm. 1865)
      - Dawid Rabinowicz (zm. 3 III 1914[1])
        - Rubin Rabinowicz (zm. przed 1914)
        - Nusym Rabinowicz
        - Izaak Rabinowicz

      - Tzemach Baruch Rabinowicz
      - Szraga Yair Rabinowicz
        - Natan Dawid Rabinowicz II
          - Chaim Izrael Rabinowicz (zm. 1943)

      - Izaak Jakub Rabinowicz (zm. 1905)
        - Natan Dawid Rabinowicz III (1866-1930)
          - Baruch Jozue Rabinowicz[2] (1913-1999)
            - Moshe Leib Rabinovich (ur. 1940)

        - Meir Szlomo Jehuda Rabinowicz (1868-1942)
        - Abraham Jozue Hersz Rabinowicz (1875-1932)
        - Jerachmiel Cwi Rabinowicz II (1878-1906)
          - Natan Dawid Rabinowicz IV (1899-1947)
            - Cwi (Harry) Rabinowicz

          - Jachiel Jozue Rabinowicz (1900-1981)
            - Jerachmiel Cwi Rabinowicz III (1923-2003)
              - Elimelech Rabinowicz
              - Simchah Ben Zion Izaak Rabinowicz
              - Baruch Leib Rabinowitz
              - Chaim Cwi Menachem Mendel Rabinowicz
              - Pinchas Rabinowicz
              - N. Rabinowicz
              - M. Rabinowicz

            - Dawid Matisyahu Rabinowicz (1928-1997)
              - Wolf Kornreich[3]
              - Shmuel Rabinowicz
              - Yaakov Menachem Rabinowicz
              - Avrohom Rabinowicz
              - Yermiah Rabinowicz
              - Aaron Szlomo Chaim Eleazar Rabinowicz

            - Jakub Izaak Rabinowicz
            - Betzalel Simchah Rabinowicz